# 渡部英樹
渡部 英樹（わたなべ ひでき、1967年 - ）は、日本の歯科医師、発明家、プロウェイクボーダー。

## 概要
愛媛県出身。大阪歯科大学卒業。
25歳のときにウェイクボードを始め、1998年にアメリカで行われたチャンピオンシップに出場し8位になる。その後全日本選手権大会に出場し4位になり公認のプロとなる。
渦巻を起こす「くるくる鍋」を開発。歯型に使う石膏を混ぜる作業をヒントにした。YouTubeに動画をアップすれば世界20か国から問い合わせが殺到したが、海外全てのライセンス生産は断った。
顔のたるみとほうれい線を防ぐ「キャンディー歯ブラシ」を開発。

## 著書
- 99% world 金儲けは正義？ 2020/10/25
- 人生は暇つぶしのゲーム？: 3分間でよく分かる人生の意味 2016/08/18
- 魔法の哲学(改訂版) 2013/06/10
- 人生に意味を求めたら―究極の答えが見つかった (静かな、わくわくシリーズ (5)) 2004/06/01
- 魔法の哲学―人生は暇つぶしのゲームだ! 2004/04/01
- スーパートランキライザー 1997/12/01